# Antonio Croci

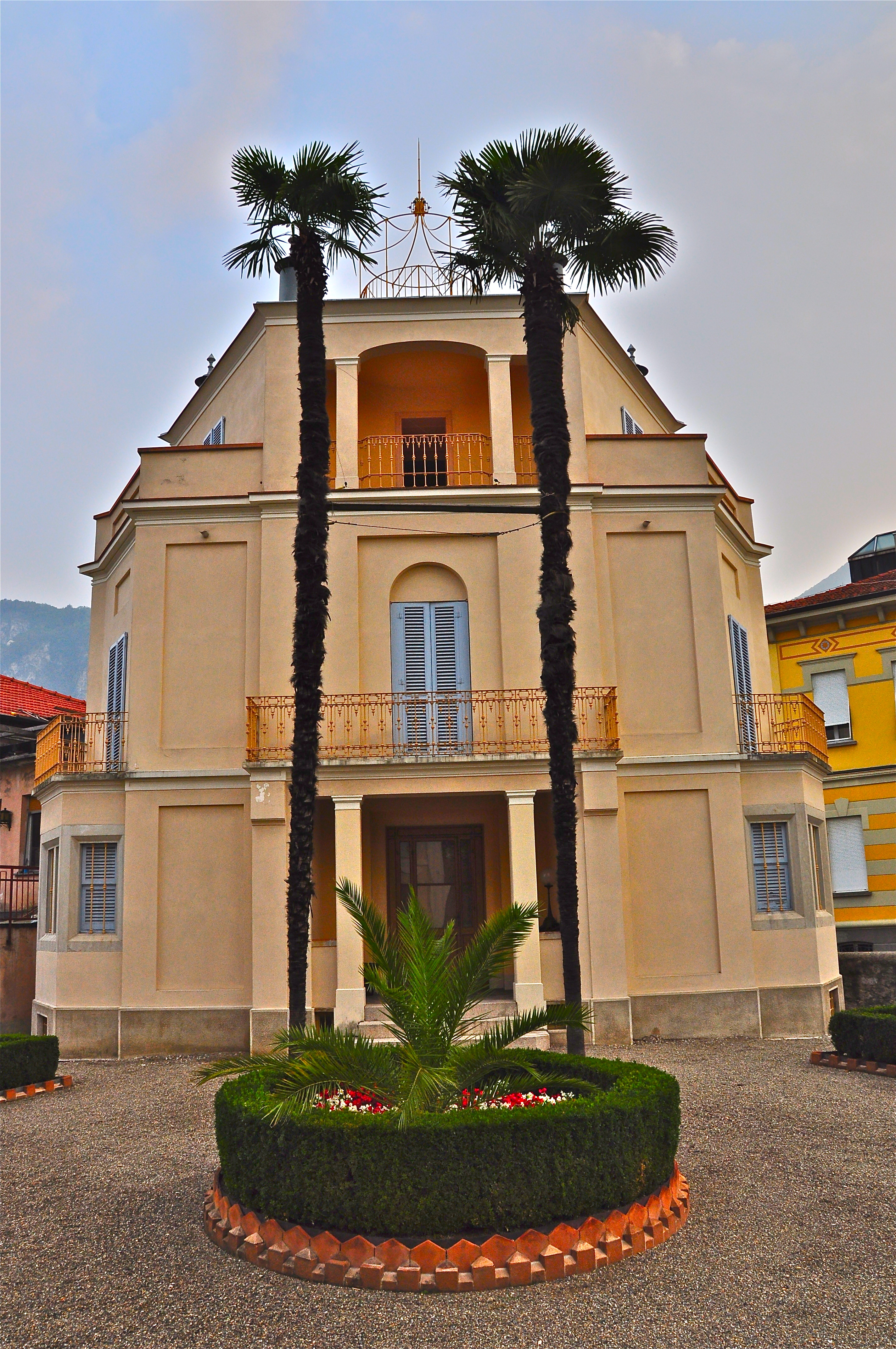
Casa Croci in via Municipio - Mendrisio

Antonio Croci (Mendrisio, 7 aprile 1823 – Mendrisio, 2 dicembre 1884) è stato un architetto svizzero-italiano.

## Biografia

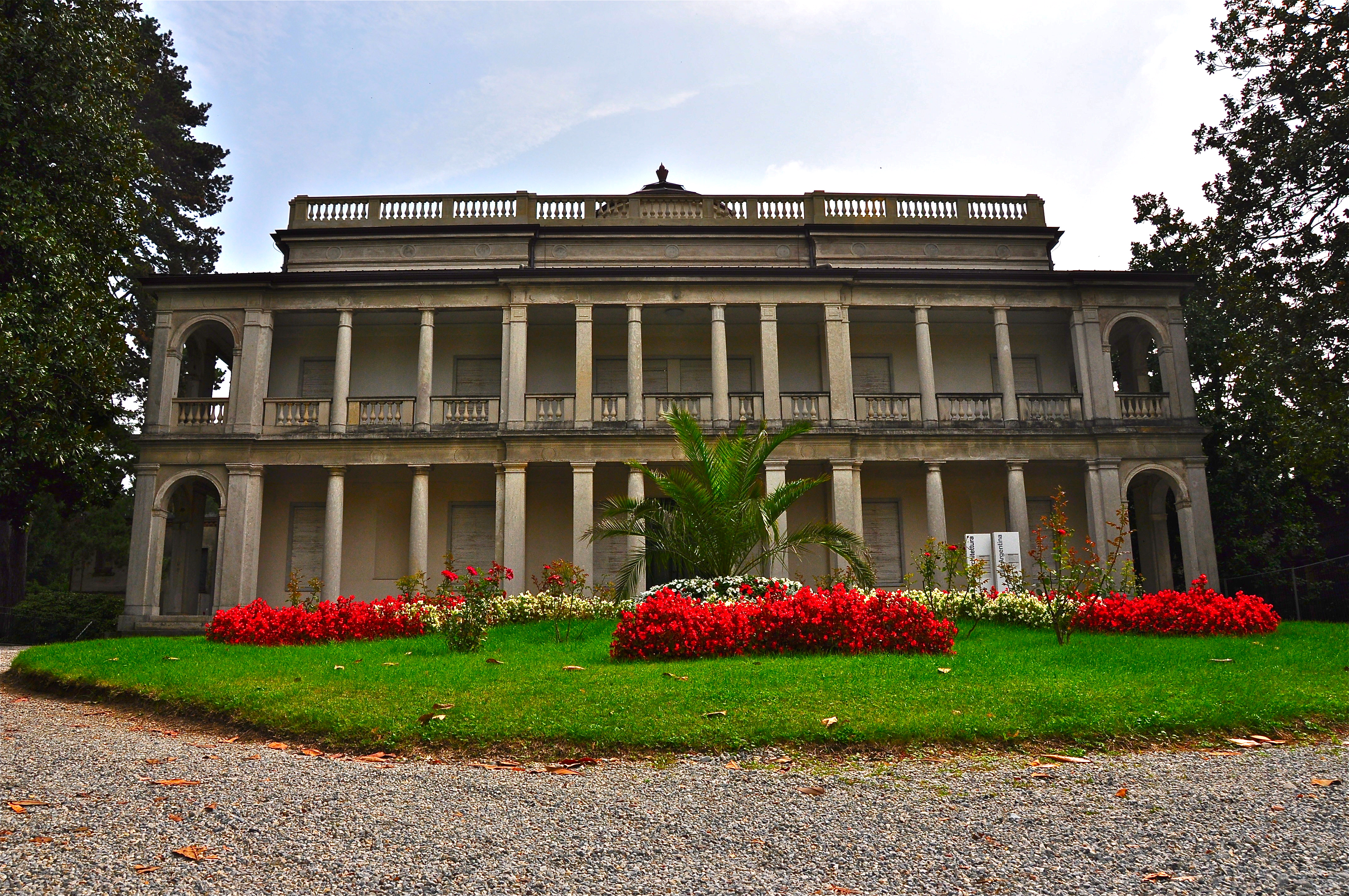
Casa Argentina Mendrisio

Antonio Croci si è laureato all'Accademia di Brera di Milano nel 1845. Negli anni successivi si recò in Turchia nel 1858 e poi nel Canton Vallese. La chiesa parrocchiale di Ernen mostra un suo intervento neogotico realizzato fra il 1861 e il 1865. Si deve a lui anche la chiesa in stile neogotico a Lax (1858-68). 
In seguito si recò in America meridionale (Argentina) ma ben presto ritornò alla città natale. A Mendrisio progettò tra il 1873 e il 1878 la neopalladiana Villa Argentina della famiglia Bernasconi e la sua abitazione ("Il Carlasc") completata nel 1875.
Non è certo se la cappella neogotica della Madonna del Rosario a Mendrisio sia da attribuire a Croci.